# Убийца оставляет цветок
«Убийца оставляет цветок» — кинофильм режиссёра Роберта Айскоува по роману «Цветок у стены» Уильяма Бэйера. 

## Сюжет
Полицейский расследует убийство своей крестницы. Он понимает, что горячо любимая им родственница стала жертвой серийного убийцы и разрабатывает свою собственную версию, которая и приводит его к раскрытию тайны этого запутанного преступления.

## Актёрский состав
- Ричард Кренна
- Тайн Дейли
- Клифф Горман
- Филип Боско
- Дайэн Д'Акила
- Джон Вернон
- Хелен Шейвер
- Энджел Дэвид
- Майкл Жене
- Нив Кэмпбелл
- Янник Биссон